# شهرستان هیگاشی‌کانبارا، نیگاتا
شهرستان هیگاشی‌کانبارا (انگلیسی: Higashikanbara District, Niigata) یکی از شهرستان‌های ژاپن است که در استان نیگاتا در ژاپن واقع شده‌است. در سال ۲۰۰۶ جمعیت این شهرستان ۱۵٬۱۶۹ نفر و تراکم جمعیت ۵٫۹۲ نفر در کیلومتر مربع و جمعیت کل ۹۵۲٫۸۸ نفر بوده‌است.